# Dschamalutdin Machmudowitsch Magomedow
Dschamalutdin Machmudowitsch Magomedow (russisch Джамалутдин Махмудович Магомедов; * 1908 in Kuppa, Oblast Dagestan Russisches Kaiserreich; † 1982 in Moskau) war ein sowjetischer Politiker der Kommunistischen Partei der Sowjetunion (KPdSU), der unter anderem zwischen 1937 und 1940 Vorsitzender des Rates der Volkskommissare und damit Ministerpräsident der Dagestanischen Autonomen Sozialistischen Sowjetrepublik (Dagestanische ASSR) war.

## Leben
Dschamalutdin Machmudowitsch Magomedow engagierte sich Mitte der 1920er Jahre im Gesamtsowjetischen Leninschen Kommunistischen Jugendverbandes (Komsomol) und war nacheinander Leiter der Komsomol-Grundorganisation in seinem Heimatdorf Kuppa sowie im Anschluss Leiter der Abteilung für Agitation und Propaganda des Kreises Darginski, ehe er bis 1930 Exekutivsekretär des Komsomol-Komitees des Kreises Darginski war. Er trat 1930 der damaligen Kommunistischen Allunions-Partei (Bolschewiki) (WKP (B)), die 1925 aus der Kommunistischen Partei Russlands (Bolschewiki) (KPR (B)) hervorgegangen war, und war Absolvent der Schule für Sowjet- und Parteiaufbau in Derbent. Er absolvierte zwischen Oktober 1930 und 1935 seinen Militärdienst in der Roten Armee und wurde daraufhin erst Instrukteur und dann Erster Sekretär des Parteikomitees der WKP (B) des Kreises Akuschinski in Akuscha. 1937 war er Erster Sekretär des Parteikomitees der WKP (B) des Kreises Kumtorkalinski in Korkmaskala sowie im September 1937 kurzzeitig Leiter der Abteilung Führende Parteiorgane des Parteikomitees der Dagestanischen ASSR.
Im September 1937 übernahm Magemedow von Kerim Hüseynowitsch Mammadbekow den Posten als Vorsitzender des Rates der Volkskommissare und damit als Ministerpräsident der Dagestanischen Autonomen Sozialistischen Sowjetrepublik (Dagestanische ASSR). Er hatte dieses Amt bis März 1940 inne und wurde danach von Abdurachman Danijalowitsch Danijalow abgelöst. 1940 war er Absolvent der Allunionsakademie der Staatlichen Planungskommission beim Ministerrat der UdSSR und nach seiner Rückkehr von März bis Juni 1941 zuerst stellvertretender Volkskommissar für lokale Industrie sowie daraufhin zwischen Juni 1941 und Februar 1942 Volkskommissar für lokale Industrie der Dagestanischen ASSR. Daraufhin fungierte er zwischen Februar 1942 und Januar 1946 als Volkskommissar für Landwirtschaft der Dagestanischen ASSR sowie von Januar 1946 bis 1948 Erster Sekretär des Parteikomitees der WKP (B) des Kreises Kaitagski in Madschalis, ehe er zwischen 1948 und 1950 Leiter der Abteilung für Partei-, Gewerkschafts- und Komsomolorgane des Parteikomitees der WKP (B) der Dagestanischen ASSR.
1950 kehrte Dschamalutdin Magomedow in die Regierung zurück und war bis 1952 Landwirtschaftsminister der Dagestanischen ASSR. Nachdem er von 1952 bis April 1953 Erster Sekretär des Parteikomitees der nunmehrigen Kommunistischen Partei der Sowjetunion (KPdSU) des Stadtkreises Isberbasch war, bekleidete er zwischen 1953 und 1954 erneut das Amt des Landwirtschaftsministers der Dagestanischen ASSR. Im Juli 1954 wurde er schließlich Leiter der Abteilung für Straßenverkehr und Autobahnen beim Ministerrat der Dagestanischen ASSR und hatte diese Funktion bis zu seinem Eintritt in den Ruhestand 1973 inne. Für seine Verdienste in der Sowjetunion wurde er mehrmals ausgezeichnet und erhielt unter anderem zwei Mal den Leninorden, den Orden der Oktoberrevolution, den Orden des Roten Banners der Arbeit, den Orden des Roten Sterns sowie das Ehrenzeichen der Sowjetunion. Zudem wurde ihm der Titel Verdienter Baumeister der Dagestanischen ASSR verliehen. Nach seinem Tode wurde er auf dem Friedhof in Machatschkala beigesetzt.